# Love Communication
「Love Communication」（ラヴ・コミュニケーション）は1995年1月21日に発売されたTHE YELLOW MONKEY5枚目のシングル。発売元は日本コロムビア・トライアドレーベル。

## 概要
- 4thアルバム『smile』の先行シングルとしてリリース。自身初となるオリコンシングルチャートTOP30入りを果たした。
- 吉井自らが希望し、ミュージックビデオの監督を担当した。その背景には、「その時の日本プロモーション・ビデオの質感が気に入らなかった」という理由があったという[1]。

## 制作背景
- この時期に初の日本武道館公演が決まり、「ヒット曲ぐらいないとマズいだろう」というスタッフからの提案によって制作されたロックナンバー。当初吉井は『smile』収録の「エデンの夜に」、または「ヴィーナスの花」を先行シングルとして考えていたが、スタッフを納得させることはできず、新たに作曲したのが本曲である[1]。
- スタッフは、作曲を依頼する際、3rdシングルである「『悲しきASIAN BOY』のような曲を作ってくれ」という要望をしたが、吉井は「それはもうやったでしょう。結果も出なかったじゃないですか。自分たちは違う方向に行きたいんです」と反論した。しかし、スタッフは「いや、君らの真骨頂は『悲しきASIAN BOY』路線だと思う」と吉井を説得させた。吉井はその翌日に「こういうことですか」とこの曲の弾き語りのデモを当時のディレクターである宗清裕之に聴かせ、同氏は「そこでちゃんと作ってくるのが吉井くんのすごいところなんです」というコメントを残している[2]。
- 当初はディスコ風ナンバーを想定して制作をしており、サビはワンフレーズの英語の繰り返しの曲だった。吉井は「打ち込みみたいなのを使った曲をやりたかった」と述懐している[3]。後に17thシングル「MY WINDING ROAD」にてディスコ風ナンバーを制作しており、「『Love Communication』でやりたかったことができた」と語っている[3]。吉井は後に「結果的にこの曲はロックヴァージョンに仕上がって正解だった」と語っている[3]。

## 収録曲
1. Love Communication
（作詞・作曲：吉井和哉 / 編曲：THE YELLOW MONKEY）
TV朝日系「mew」オープニングテーマ
スペースシャワーTV1995年1月度POWER PUSH
ABCラジオ『ABCミュージックパラダイス』1995年1月度ミューパライチ押しナンバー
2. See-Saw Girl
（作詞・作曲：吉井和哉 / 編曲：THE YELLOW MONKEY）
3. Love Communication (Instrumental)
（作曲：吉井和哉 / 編曲：THE YELLOW MONKEY）

## 収録作品
＃1. Love Communication
- 『smile』（1995年2月1日）
- 『TRIAD YEARS actI〜THE VERY BEST OF THE YELLOW MONKEY』（1996年12月7日）
- 『THE YELLOW MONKEY SINGLE COLLECTION』（1998年12月10日）
- 「Romantist Taste 2012」（2012年10月10日）※ライブテイク

＃2. See-Saw Girl
- 『smile』（1995年2月1日）